# Moniza Aparecida de Lima
Moniza Aparecida de Lima (Recife, 16 de abril de 2023) é uma atleta paralímpica brasileira de Goalball. Ela faz parte da Seleção Brasileira de Goalball Feminina.

## Biografia
A atleta nasceu com glaucoma. Moniza conheceu o Goalball no ICB-BA (Instituto do Conhecimento da Bahia), por indicação de um professor, em 2013. Foi convocada pela primeira vez em 2017 e conquistou medalha de prata na Copa América. No ano seguinte conquistou a medalha de bronze no Campeonato Mundial (Malmo) em 2018, e em 2022, medalha de ouro no Campeonato das Américas.
Ela participou dos Jogos Paralímpicos de Tóquio 2020.
Pela Seleção Feminina de Goalball, Moniza foi convocada para a primeira fase de treinamentos de 2023, no CT Paralímpico em São Paulo. Foi o primeiro encontro dos times feminino e masculino desde o Campeonato Mundial de dezembro do ano passado, no qual os homens conquistaram o tricampeonato e as mulheres ficaram em nono lugar.Ela também participou da Copa Malmö, no mesmo ano, onde a Seleção Brasileira conquistou novamente o bronze.

## Títulos
Copa América
- Prata: 2017[1][2]

Campeonato Mundial de Goalball
- Bronze: 2018 (Malmö)[1][2]
- Bronze: 2023 (Malmö)[7]

Campeonato das Américas de São Paulo
- Ouro: 2022[1][2]

Jogos Mundiais da IBSA
- Bronze: 2023[2]